# ماوريسيو كاستيو كونتريراس
ماوريسيو كاستيو كونتريراس (بالإسبانية: Mauricio Castillo)‏ (19 يونيو 1987 بسان خوسيه في كوستاريكا - ) هو مدرب كرة قدم ولاعب كرة قدم كوستاريكي في مركز الوسط. شارك مع منتخب كوستاريكا لكرة القدم. أما مع النوادي، فقد لعب مع ديبورتيفو سابريسا وكينغداو جونون ونادي كارتاهينيس وBelén F.C. ‏.

## وصلات خارجية
- ماوريسيو كاستيو كونتريراس على موقع الاتحاد الدولي (مؤرشف)  (الإنجليزية)
- ماوريسيو كاستيو كونتريراس على موقع قاعدة بيانات كرة القدم.إي يو (الإنجليزية)
- ماوريسيو كاستيو كونتريراس على موقع ناشيونال فوتبول تيمز (الإنجليزية)
- ماوريسيو كاستيو كونتريراس على موقع Soccerway.com (الإنجليزية)